# منزل متنقل
المنزل المتنقل أو مقطورة السكن هو منزل جاهز بني في المصنع ولم يبنى في موقع محدد . يتكون هيكل المنزل بالغالب من حديد أو خشب خفيف ويحتوي على اطارات لكي يسهل نقله.

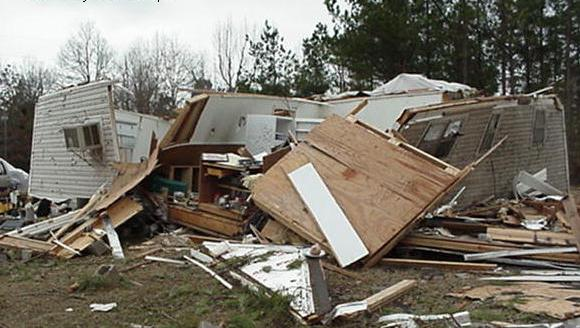
منزل متنقل مصنوع من الخشب مدمر بسبب الأعصار